# Les Chroniques de l'Amérique sauvage
Les Chroniques de l'Amérique sauvage (ou Les Chroniques de l'Ouest sauvage) est une série documentaire en 6 épisodes de 52 minutes, créée par Frédéric Lepage et produite par XL Productions.

## Les animaux suivis
- Oki et Tatanka les bisons
- Odako le grizzly
- Mo'ko le wapiti et sa mère Mahok
- Abisi le coyote
- Sox le puma
- Aïbabo l'Autour des palombes
- Wamitt et Inap les loups et ses deux filles,les louveteauxs yaha et lasti

## Épisodes
1. Le règne de Mo'Ko
2. Messager de la terre sacrée
3. La chasseresse
4. La course contre l'hiver
5. Le temps des loups
6. La nation bison s'avance

### Fiche technique
- Auteur : Frédéric Lepage
- Réalisateur : Laurent Frapat
- Compositeur : Carolin Petit
- Narrateur : Pierre Arditi
- Directeur de la photographie : Éric Genillier
- Société de production : XL Productions
- Durée : 6 x 52 minutes ; 85 minutes (version long métrage)
- Année de production : 2002
- Première diffusion : 9 mars 2003 sur France 3